# Philonotis gracilescens
Philonotis gracilescens là một loài rêu trong họ Bartramiaceae. Loài này được Schimp. mô tả khoa học đầu tiên năm 1892.